# Skate Canada 1984
Navigation
Édition précédente Édition suivante
Le Skate Canada (ou Internationaux Patinage Canada) est une compétition internationale de patinage artistique qui se déroule au Canada au cours de l'automne. Il accueille des patineurs amateurs de niveau senior dans quatre catégories: simple messieurs, simple dames, couple artistique et danse sur glace.
Le onzième Skate Canada est organisé du 25 au 27 octobre 1984 à la Memorial Arena de Victoria dans la province de la Colombie-Britannique. Cette onzième édition voit apparaître pour la première fois la catégorie des couples artistiques au programme du Skate Canada.

## Résultats

### Messieurs
| Rang    | Nom                 | Pays                 | Points | Fig. impo. | Prog. court | Prog. libre |
| ------- | ------------------- | -------------------- | ------ | ---------- | ----------- | ----------- |
| 1       | Brian Orser         | Canada               | 2.6    | 2          | 1           | 1           |
| 2       | Grzegorz Filipowski | Pologne              | 5.0    | 3          | 3           | 2           |
| 3       | Masaru Ogawa        | Japon                | 7.6    | 5          | 4           | 3           |
| 4       | Mark Cockerell      | États-Unis           | 9.0    | 7          | 2           | 4           |
| 5       | Petr Barna          | Tchécoslovaquie      | 11.8   | 6          | 8           | 5           |
| 6       | Laurent Depouilly   | France               | 12.4   | 4          | 5           | 8           |
| 7       | Gary Beacom         | Canada               | 13.6   | 8          | 7           | 6           |
| 8       | Daniel Doran        | États-Unis           | 14.8   | 9          | 6           | 7           |
| Abandon | Heiko Fischer       | Allemagne de l'Ouest |        | 1          |             |             |

### Dames
| Rang | Nom              | Pays                 | Points | Fig. impo. | Prog. court | Prog. libre |
| ---- | ---------------- | -------------------- | ------ | ---------- | ----------- | ----------- |
| 1    | Midori Ito       | Japon                | 3.8    | 4          | 1           | 1           |
| 2    | Tiffany Chin     | États-Unis           | 3.8    | 1          | 3           | 2           |
| 3    | Natalia Lebedeva | Union soviétique     | 7.0    | 2          | 2           | 5           |
| 4    | Simone Koch      | Allemagne de l'Est   | 10.0   | 9          | 4           | 3           |
| 5    | Kathryn Adams    | États-Unis           | 10.4   | 6          | 7           | 4           |
| 6    | Susan Jackson    | Royaume-Uni          | 12.8   | 8          | 5           | 6           |
| 7    | Carola Wolff     | Allemagne de l'Ouest | 13.8   | 3          | 10          | 8           |
| 8    | Cynthia Coull    | Canada               | 14.4   | 7          | 8           | 7           |
| 9    | Katrien Pauwels  | Belgique             | 14.4   | 5          | 6           | 9           |
| 10   | Charlene Wong    | Canada               | 19.6   | 10         | 9           | 10          |

### Couples
| Rang | Nom                               | Pays             | Points | Prog. court | Prog. libre |
| ---- | --------------------------------- | ---------------- | ------ | ----------- | ----------- |
| 1    | Elena Bechke / Valeri Kornienko   | Union soviétique | 1.4    | 1           | 1           |
| 2    | Cynthia Coull / Mark Rowsom       | Canada           | 2.8    | 2           | 2           |
| 3    | Katherina Matousek / Lloyd Eisler | Canada           | 4.2    | 3           | 3           |
| 4    | Natalie Seybold / Wayne Seybold   | États-Unis       | 6.0    | 5           | 4           |
| 5    | Tammy Crowson / Jay Freeman       | États-Unis       | 6.6    | 4           | 5           |

### Danse sur glace
| Rang | Nom                                   | Pays                 | Points | Danse imposée | Danse originale | Danse libre |
| ---- | ------------------------------------- | -------------------- | ------ | ------------- | --------------- | ----------- |
| 1    | Olga Volozhinskaya / Alexander Svinin | Union soviétique     | 2.0    | 1             | 1               | 1           |
| 2    | Petra Born / Rainer Schönborn         | Allemagne de l'Ouest | 4.0    | 2             | 2               | 2           |
| 3    | Kelly Johnson / John Thomas           | Canada               | 6.0    | 3             | 3               | 3           |
| 4    | Eva Hunyadi / Jay Pinkerton           | États-Unis           | 10.0   | 4             | 4               | 4           |
| 5    | Susan Wynne / Joseph Druar            | États-Unis           | 12.0   | 5             | 5               | 5           |
| 6    | Sharon Jones / Paul Askham            | Royaume-Uni          | 12.0   | 6             | 6               | 6           |
| 7    | Kathrin Beck / Christoff Beck         | Autriche             | 14.0   | 7             | 7               | 7           |
| 8    | Klara Engi / Attila Toth              | Hongrie              | 16.4   | 8             | 9               | 8           |
| 9    | Michelle McDonald / Patrick Mandley   | Canada               | 17.6   | 9             | 8               | 9           |

## Source
- Podiums et résultats des patineurs canadiens sur le site de Patinage Canada
- (en) « SKATE CANADA '84 », sur usfsa.xmlmanager.qg.com